# Rabie Majidi
Rabie Majidi (arabe : ربيع المجيدي) est un haut fonctionnaire et homme politique tunisien.
Il est ministre du Transport d'octobre 2021 à mars 2024.

## Biographie
Ayant obtenu en 1998 une maîtrise en sciences juridiques de la faculté des sciences juridiques, politiques et sociales de Tunis, il intègre l'École nationale d'administration d'où il sort conseiller des services publics au gouvernement.
Il entame ensuite une carrière d'enseignant dans la même école.
En 2017, il devient expert national au Programme des Nations unies pour le développement.